# CC-21
La carretera  CC-21  fue un tramo del trayecto de la  N-521  a su paso por Cáceres. Su denominación oficial fue  CC-21 , Acceso Oeste a Cáceres. Actualmente ya no se denomina así sino que ha vuelto a su antigua denominación  N-521 
Su inicio está situado en la glorieta de enlace entre la  N-521  y la  A-66   E-803 , al oeste de la ciudad de Cáceres, continuando por la  Avenida de las Arenas  y finalizando en la  Glorieta Donantes de Sangre  donde enlaza con la  N-630  (antes denominada  CC-11 ). Esta carretera conecta la ciudad de Cáceres con la  A-66   E-803 

## Salidas
| CC-21 Acceso Oeste a Cáceres                                                                                 | CC-21 Acceso Oeste a Cáceres  | CC-21 Acceso Oeste a Cáceres                             | CC-21 Acceso Oeste a Cáceres | CC-21 Acceso Oeste a Cáceres                             | CC-21 Acceso Oeste a Cáceres               | CC-21 Acceso Oeste a Cáceres               | CC-21 Acceso Oeste a Cáceres | CC-21 Acceso Oeste a Cáceres |
| Sentido Cáceres (descendente)                                                                                | Sentido Cáceres (descendente) | Sentido Cáceres (descendente)                            | Esquema                      | Sentido Valencia de Alcántara (ascendente)               | Sentido Valencia de Alcántara (ascendente) | Sentido Valencia de Alcántara (ascendente) | Notas                        |                              |
| Velocidad | Elemento Carriles             | Salida                                                   | Esquema                      | Salida                                                   | Elemento Carriles                          | Velocidad                                  | Notas                        |                              |
| --- | ----------------------------- | -------------------------------------------------------- | ---------------------------- | -------------------------------------------------------- | ------------------------------------------ | ------------------------------------------ | ---------------------------- | ---------------------------- |
| |                               | Inicio de la: CC-21                                      |                              | Fin de la: CC-21 Continúa por:                           |                                            |                                            |                              |                              |
| N-521 Malpartida de Cáceres - Portugal - Mérida Centro de Conservación y Explotación N-521 - Camino Agrícola |                               | Inicio de la: CC-21                                      |                              |                                                          |                                            |                                            |                              |                              |
| |                               | A-66 E-803 Sevilla - EX-100 Badajoz A-66 E-803 Salamanca |                              | A-66 E-803 Sevilla - EX-100 Badajoz A-66 E-803 Salamanca |                                            |                                            |                              |                              |
| |                               | E.D.A.R.                                                 |                              | -                                                        |                                            |                                            |                              |                              |
| |                               | Urb. El Junquillo                                        |                              | Urb. El Junquillo                                        |                                            |                                            |                              |                              |
| |                               | Paso Superior FF.CC Madrid-Cáceres                       |                              | Paso Superior FF.CC Madrid-Cáceres                       |                                            |                                            |                              |                              |
| |                               |                                                          |                              |                                                          |                                            |                                            |                              |                              |
| |                               | Urb. El Junquillo                                        |                              | Urb. El Junquillo                                        |                                            |                                            |                              |                              |
| |                               | Centro Comercial Urb. Los Castellanos                    |                              | Centro Comercial Urb. Los Castellanos                    |                                            |                                            |                              |                              |
| |                               | Fin de la: CC-21 Continúa por:                           |                              | Inicio de la: CC-21                                      |                                            |                                            |                              |                              |
| Centro Urbano Ronda Norte A-58 Trujillo (Cáceres) - A-5 Madrid EX-206 Miajadas -                             |                               |                                                          |                              | Inicio de la: CC-21                                      |                                            |                                            |                              |                              |